# Andreas von Mettenheim

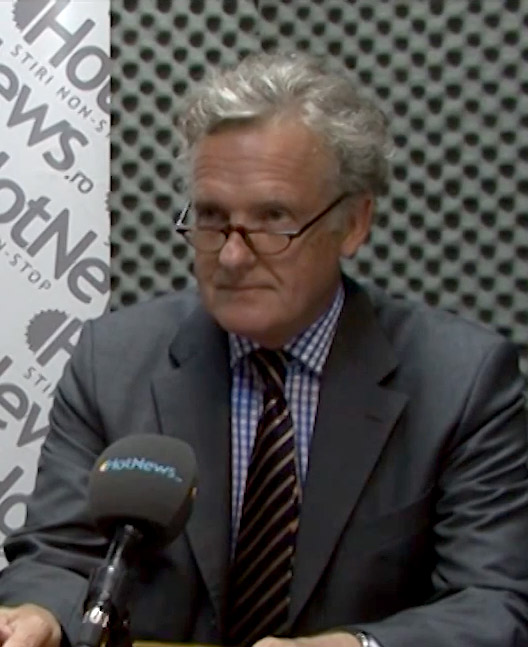
Andreas von Mettenheim, 2013

Andreas von Mettenheim (* 22. März 1948 in Oberaudorf) ist ein deutscher Diplomat und war von 2009 bis 2013 Botschafter in Rumänien.

## Leben
Seine Eltern waren der Jurist Carl Friedrich von Mettenheim (1901–1961) und Ilanga Sanders, adopt. van Heteren, Tochter des Ing. Emil Sanders und der Amalie von Trützschler zum Falkenstein, wieder vermählten van Heteren. Sein Großvater war Friedrich von Mettenheim, der Urgroßvater war Carl von Mettenheimer; deren Nachfahren seit 1914 die Namensführung von Mettenheim wählten, respektive dies sich in Mecklenburg-Schwerin genehmigten ließen. Die Mutter lebte als Witwe in Bonn. 
Nach dem Abitur in Bonn begann von Mettenheim 1966 ein Studium der Rechtswissenschaften an der Rheinischen Friedrich-Wilhelms-Universität Bonn, der Ruprecht-Karls-Universität Heidelberg sowie der Johann Wolfgang Goethe-Universität Frankfurt am Main und absolvierte während seines Vorbereitungsdienstes zwischen 1972 und 1973 ein Studium an der École nationale d’administration (ENA) in Paris.
Nach Ablegung seines Zweiten Staatsexamens trat er 1975 in den Auswärtigen Dienst ein und war nach Beendigung der Attachéausbildung von 1978 bis 1980 Ständiger Vertreter des Generalkonsuls in Karatschi. Anschließend war er zunächst Mitarbeiter in der Wirtschaftsabteilung der Botschaft in Indien und dann von 1983 bis 1986 in der Personalabteilung des Auswärtigen Amtes, ehe er bis 1989 Leiter des Pressereferats an der Botschaft in Spanien war.
Nach seiner Rückkehr nach Deutschland war er stellvertretender Referatsleiter in der Politischen Abteilung des Auswärtigen Amtes sowie nach einer Verwendung von 1994 bis 1998 als Leiter des Pressereferats an der Botschaft in Frankreich bis 1999 Leiter der Dienststelle Berlin des Auswärtigen Amtes. Im Anschluss war er im Bundespräsidialamt tätig und dort von 1999 bis 2002 Leiter des Persönlichen Büros von Bundespräsident Johannes Rau. Danach war er Ständiger Vertreter des Botschafters in Russland sowie anschließend von 2006 bis 2009 stellvertretender Leiter der Rechtsabteilung und Beauftragter für den Rechts- und Konsularbereich einschließlich Migrationsfragen im Auswärtigen Amt.
Ab dem 2. September 2009 war Andreas von Mettenheim als Nachfolger von Roland Lohkamp Botschafter in Rumänien, bis er 2013 in den Ruhestand trat. Sein Nachfolger in diesem Amt wurde Werner Hans Lauk.

## Veröffentlichung
- Carl Wentzel-Teutschenthal 1876–1944. Ein Agrarunternehmer im Widerstand. 2. durchgesehene Auflage, In: Schriften der Gedenkstätte Deutscher Widerstand. Reihe A, 14; Lukas Verlag Berlin 2020. ISBN 978-3-86732-327-7.[1]
- Unternehmertum und Widerstand - Carl Wentzel Teutschenthal. In: Frank-Lothar Kroll, Rüdiger v. Voss (Hrsg.): Für Freiheit, Recht, Zivilcourage. Be.bra Wissenschafts Verlag, Berlin 2020, ISBN 978-3-95410-265-5.
- Paul Freiherr von Eltz-Rübenach, Technokrat, Katholik und Politiker im Kabinett Hitlers, Duncker&Humblot, Berlin 2023, ISBN 978-3-428-18797-3.

## Genealogie
- Walter von Hueck, Erik Amburger, Friedrich Wilhelm Euler, Johann Georg von Rappard, Detlev Schwennicke, u. a. : Genealogisches Handbuch der Adeligen Häuser. B (Briefadel). 1986. Band XVII, Band 89 der Gesamtreihe GHdA, Hrsg. Deutsches Adelsarchiv, C. A. Starke, Limburg (Lahn) 1986, S. 246 f.